# Криптогенная организующаяся пневмония
Криптогенная организующаяся пневмония (КОП) — одна из форм идиопатической интерстициальной пневмонии, при которой происходит образование грануляционной ткани в просвете альвеол.
Заболевание в первые описано в 1983 году. В литературе КОП описывают термином "облитерирующий бронхиолит с организующей пневмонией". Стоит отметить, что между КОП и облитерирующем бронхиолитом имеется чёткое отличие. При КОП кроме поражения бронхиол в процесс вовлекаются альвеолы.

## Этиология
Точной причины возникновения заболевания на данный момент нет, поэтому около 90% случаев заболевания являются идиопатическими.

## Клиническая картина
Заболевание проявляется острым или подострым течением, часто симптомы напоминают бактериальную пневмонию. Основные и наиболее частые симптомы:
- Кашель;
- одышка при физической нагрузки;
- лихорадка;
- продукция мокроты;
- слабость.

При аускультации часто выслушиваются свистящие хрипы и крепитация.

## Диагностика
Основные методы диагностики КОП:
- бронхоскопия;
- исследование бронхиалвеолярного лаважа, при котором наблюдается увеличение общего числа клеточных элементов с повышением доли лимфоцитов, эозинофилов и нейтрофилов;
- рентгенологическое исследование грудной клетки, при котором наблюдаются множественные альвеолярные инфильтраты, чаще всего располагающиеся в периферических отделах легких или субплеврально;
- чрезбронхиальная биопсии;
- функциональные легочные тесты[1].

## Лечение
Основная терапия при КОП - пероральные глюкокортикоиды. Длительность терапии от 6 месяцев до года. Начинают терапию  с преднизолона в дозе 0,75 мг/кг/с. Улучшение состояния наступает уже через 7 дней после начала терапии. При плохом ответе на терапию стероидами назначают цитостатики, как альтернативный способ лечения КОП.

## Прогноз
Прогноз при КОП обычно благоприятный, большинство больных полностью излечиваются при приеме ГК.